# Radimna, Caraș-Severin
Radimna este un sat în comuna Pojejena din județul Caraș-Severin, Banat, România. Se află la poalele munților Locvei.
In afara faptului ca Radimna este o localitate, toponimul vine insa de la un hidronim, sau invers. Radimna este de aseamenea un rau. Bazinul hidrografic al raului Radimna este inclus in totalitate in cadrul Parcului Natural Portile de Fier. Forma bazinului este alungita si are o directie ciudata de la est la vest, contrara cu majoritatea raurilor tributare direct lacului de acumulare din aceasta zona.

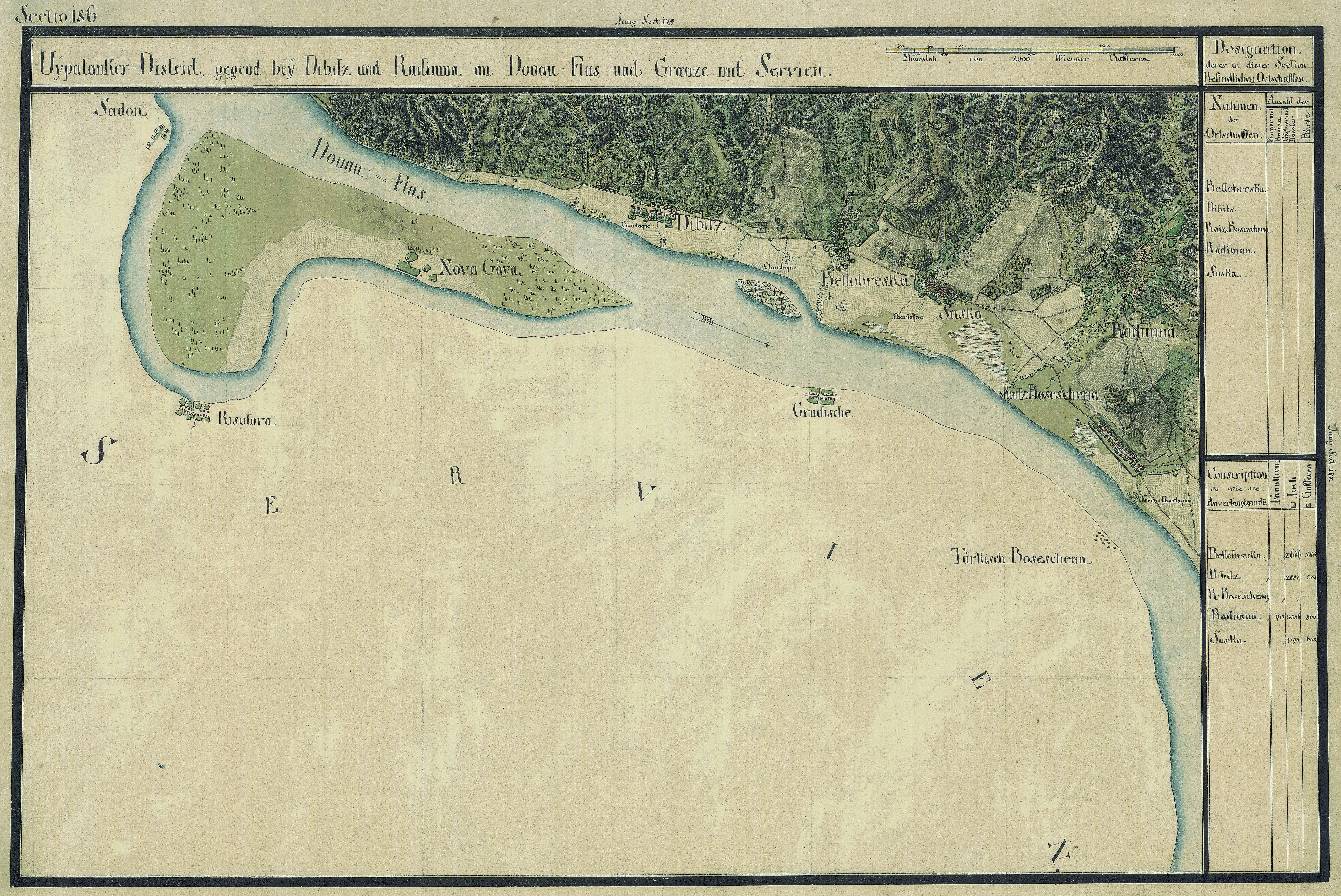
Radimna în Harta Iosefină a Banatului, 1769-72